# Newton upon Derwent
Newton upon Derwent – wieś w Anglii, w hrabstwie East Riding of Yorkshire. Leży 44 km na północny zachód od miasta Hull i 275 km na północ od Londynu. W 2001 miejscowość liczyła 282 mieszkańców.